# Monatsschrift für Psychiatrie und Neurologie
Die Monatsschrift für Psychiatrie und Neurologie (französisch: Revue mensuelle de psychiatrie et de neurologie; englisch: Monthly review of psychiatry and neurology) war eine Fachzeitschrift für Psychiatrie und Neurologie.
Sie erschien von Band 1 (1897) bis zum Band 132 (1956) unter diesem Titel. Von Band 133 (1957) bis Band 154 (1967) hieß die Zeitschrift Psychiatria et Neurologia: Internationale Monatsschrift für Psychiatrie und Neurologie. Danach wurde die Zeitschrift aufgeteilt und als Psychiatria Clinica (heute Psychopathology) sowie als European Neurology weitergeführt.
Die Artikel waren in deutscher, französischer und englischer Sprache geschrieben.
Die Zeitschrift wurde von Carl Wernicke und Theodor Ziehen gegründet und herausgegeben und fortgeführt von Karl Bonhoeffer. Später war Jakob Klaesi Herausgeber. Sie erschien beim Verlag Karger, zuerst in Berlin, nach der erzwungenen Emigration 1937 in Basel.

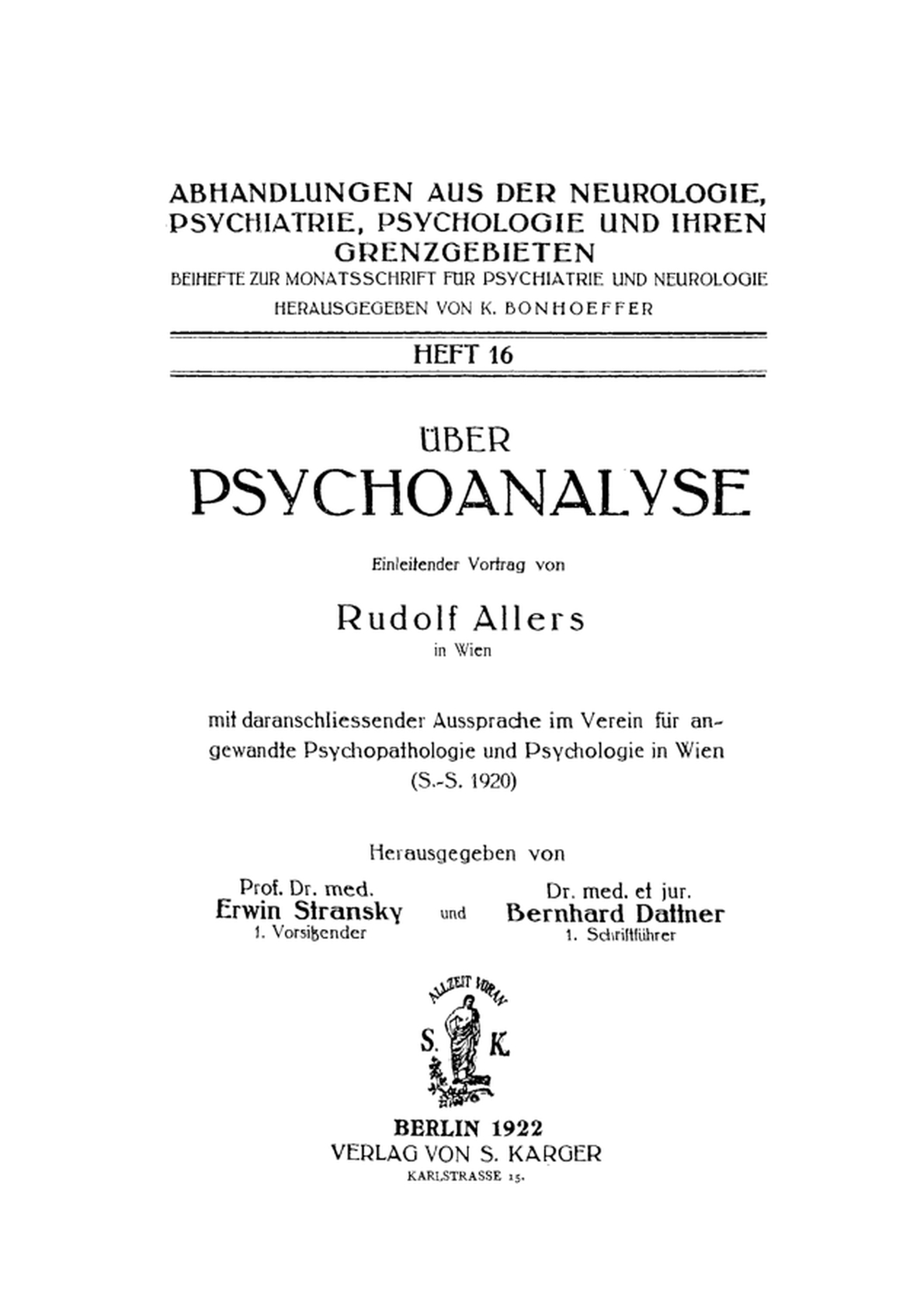
Beiheft 1922: Rudolf Allers: Über Psychoanalyse